# Joyce Barbour
Joyce Barbour (1901 — 1977) foi uma atriz britânica da era do cinema mudo. Barbour era a esposa do ator Richard Bird.